# Lelydorp
Lelydorp – miasto w Surinamie; w dystrykcie Wanica; 19 046 mieszkańców (2008). Ośrodek przemysłowy. Jest to drugie co do wielkości miasto w Surinamie po Paramaribo.